# Pintia
Pintia és el nom d'una antiga ciutat vaccea, situada a la pedania de Padilla de Duero (Peñafiel), a l'actual província de Valladolid.
Els vacceus van ser els primers pobladors assentats al centre de la Vall del Duero i en el curs baix del Pisuerga, en una zona que englobaria l'actual província de Valladolid, bona part de la de Palència i zones de la de Zamora, Segòvia i Àvila.
Els vacceus eren un poble celta provinent del nord d'Europa que va arribar en diverses onades a aquesta zona. Van fundar diverses ciutats (Pallantia, Pintia) que tenien un govern autònom fins a ser gairebé ciutats estat, però sense perdre les relacions amb les ciutats germanes del seu entorn. Fins a tal punt era l'agermanament de les ciutats, que els vacceus van ajudar els arevacs de Numància durant el setge a què van ser sotmesos pels romans. Precisament per aquest ajut, els invasors romans van atacar les ciutats vaccees després de sotmetre Numància. Al cap dels anys Pintia acabaria per ser romanitzada.
Durant anys, es va pensar que Valladolid era l'antiga Pintia, però ni les distàncies viàries ni l'arqueologia de la mateixa ciutat així ho mostraven. Les excavacions arqueològiques que es realitzen a Padilla de Duero han descobert un important nucli de població que ha estat identificat com el seu possible emplaçament.
La Zona Arqueològica consta de tres parts difirenciades: La ciutat a la zona de "Las Quintanas", el lloc d'enterrament o necropolis de "Les Rodes" i el barri terrisser de "Carralaceña". A "Las Quintanas" s'ha descobert que la ciutat va ser destruïda per un incendi, després d'això els visigots de la zona van instal·lar la seva necròpolis sobre l'antiga ciutat vacceo-romana. A la necropolis de "Les Rodes" també s'hi han trobat rics aixovars de guerrers, dones, nens ... D'altra banda, ja al terme de la propera localitat de Pesquera de Duero hi ha el barri artesà de "Carralaceña", situat a l'altra banda del riu Duero, per evitar que per un accident sobrevingut durant el procés de cocció de la ceràmica, el foc es pogués propagar al nucli de població principal. Aquest barri terrissaire, unit a Pintia per un gual al riu Duero, tenia a més la seva pròpia necròpolis o lloc d'enterrament. Els forns trobats aquí són únics a Europa,, per les seves dimensions i cronologia, però no es poden visitar perquè la Junta de Castella i Lleó no considerà rendible la seva restauració i valoració.
La permissivitat institucional i la falta de suport als projectes d'excavació ha suposat la destrucció parcial del poblat amb la plantació de vinyes. La Universitat de Valladolid s'encarrega actualment de la recuperació del poblat i del seu estudi. Part del material exhumat es pot contemplar al Museu de Valladolid.